# NGC 3841
NGC 3841是一个位于狮子座的椭圆星系或透鏡狀星系，距离地球3亿光年，1827年3月25日由約翰·赫歇爾发现，属于獅子座星系團。2006年11月17日，人们在星系附近观测到Ia型超新星SN 2006oq。